# 君のいない世界
君のいない世界（きみのいないせかい）は、キマグレンの5枚目のシングル。発売元はユニバーサルシグマ。

## 解説
2009年6月17日に発売された。4thシングル「天国の郵便ポスト」から3か月ぶりの発売。本曲はダイハツ・シルクドソレイユ　コルテオのイメージソング。
2ndアルバム『空×少年』と同日発売されている（「君のいない世界」、「海岸中央通り」ともに、本作に収録されているが、カップリングの「海岸中央通り」はAlbum Ver.として収録されている）。

## 収録曲

### CD
1. 君のいない世界
  - 作詞：KUREI 作曲：ISEKI
2. 海岸中央通り
  - 作詞：KUREI 作曲：ISEKI
3. 君のいない世界(Jin Oki Flamenco Remix)
  - 作詞：KUREI 作曲：ISEKI
4. 君を忘れない(Island ver.)
  - 作詞：KUREI 作曲：ISEKI
5. 君のいない世界(Instrumental)

### DVD
- 君のいない世界　ミュージッククリップ